# Ариас, Томас
Томас Ариас (исп. Tomás Arias, 29 декабря 1856 — 20 июля 1932) — колумбийский и панамский политик.

## Биография
Родился в 1856 году в городе Панама, его родителями были Рамон Ариас Фарауд и Мануэла Авила. Учился на родине, а также на Ямайке и в США. Представлял Департамент Панама в Конгрессе Колумбии в 1888—1892 годах, в 1893—1900 годах был государственным секретарём Колумбии. Когда произошло отделение Панамы от Колумбии, была избрана Временная правящая хунта Панамы, состоящая из Хосе Агустина Аранго, Федерико Бойда и Томаса Ариаса.
После формирования государственных институтов нового государства был министром иностранных дел, послом Панамы в Мексике, главой Национальной Ассамблеи.